# Xã Hanson, Quận Ransom, Bắc Dakota
Xã Hanson (tiếng Anh: Hanson Township) là một xã thuộc quận Ransom, tiểu bang Bắc Dakota, Hoa Kỳ. Năm 2010, dân số của xã này là 69 người.